# Sclerostygnellus rotundus
Genre
Espèce
Sclerostygnellus rotundus, unique représentant du genre Sclerostygnellus, est une espèce d'opilions laniatores de la famille des Manaosbiidae.

## Distribution
Cette espèce est endémique du département de Tolima en Colombie.

## Description
Le mâle holotype mesure 4 mm.

## Publication originale
- Roewer, 1943 : « Über Gonyleptiden. Weitere Weberknechte (Arachn., Opil.) XI. » Senckenbergiana, vol. 26, p. 12–68.